# Heinrich Schweizer
Heinrich Schweizer (født 5. september 1943 i Kanton St. Gallen, Schweiz) er en schweizisk komponist, dirigent, violinist, pianist, fagottist, klarinettist, lærer og musikolog.
Schweizer studerede violin, klaver, fagot og klarinet på Bienne Musikkonservatorium. Herefter begyndte han at studere komposition på Musikkonservatoriet i Zürich, og i Bonn. Han har skrevet 2 symfonier, orkesterværker, kammermusik, suiter etc. Schweizer gjorde etnologiske studier om musikken i Syd Afrika, Congo og i Asien, og er en aktiv orkesterdirigent. Han ynder at sammensmelte den vestlige klassiske musik med Verdensmusikken, og især fra Østen.

## Udvalgte værker
- Historisk Symfoni-Suite (1975) - for 2 klaverer, kor og orkester
- Øst Vest Symfoni (1992) - for 2 orkestre